# Friedhofswärterhaus (Aurich)

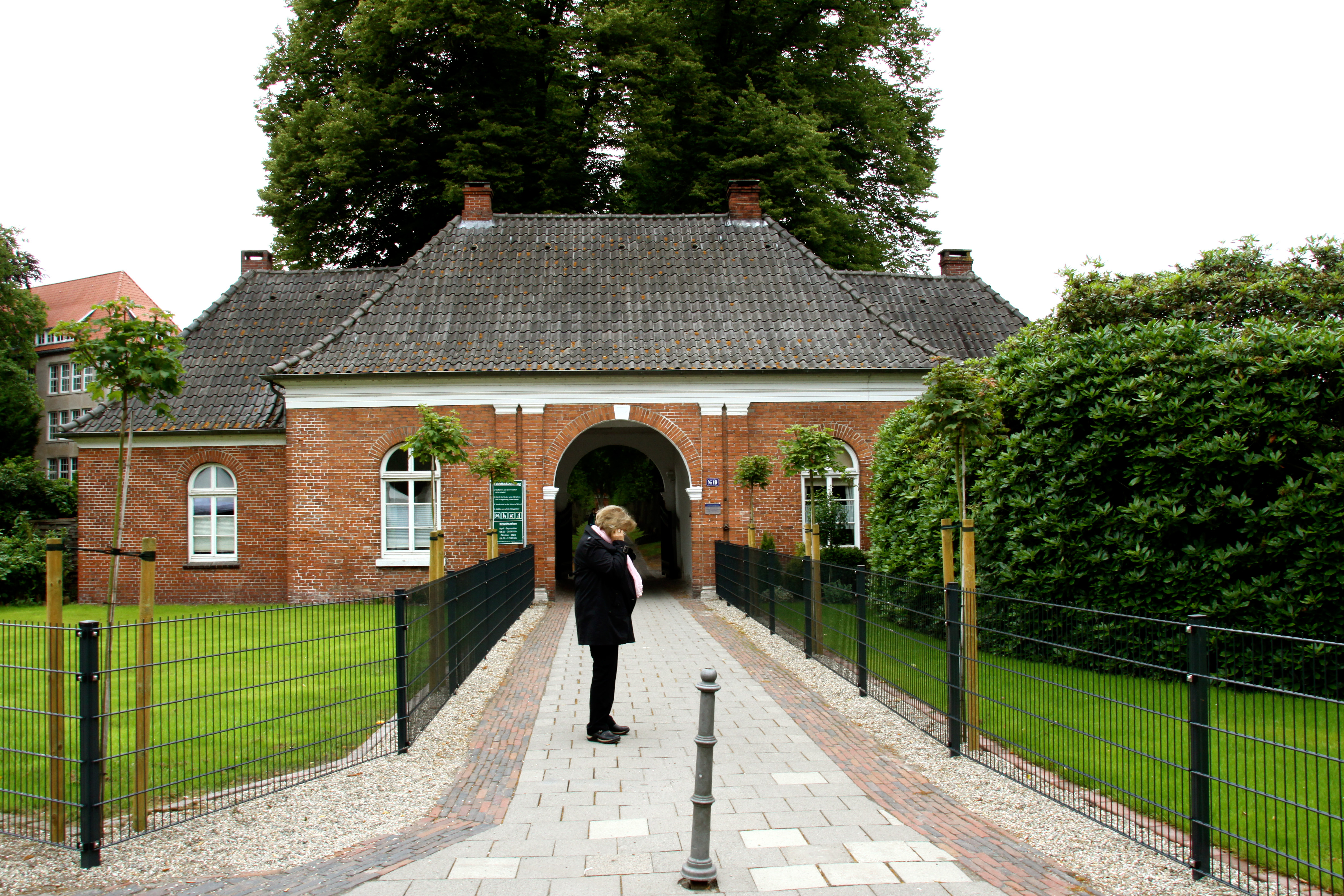
Das Friedhofswärterhaus

Das Friedhofswärterhaus in der ostfriesischen Kreisstadt Aurich (Landkreis Aurich, Niedersachsen) entstand nach Anlage des neuen Friedhofs im Jahre 1806 im Eingangsbereich.

## Geschichte
Der alte Friedhof der Stadt Aurich befand sich unmittelbar an der Lambertikirche im Bereich der Innenstadt. Die dortigen Platzverhältnisse waren jedoch beschränkt, so dass Kirche und Stadt im Jahre 1805 nordwestlich vor den Wallanlagen den heute noch existierenden „Neuen Friedhof“ an der von-Jhering-Straße anlegen ließen. Dort errichtete der Architekt Conrad Bernhard Meyer im Auftrag der Gemeinde ein Jahr nach Anlage des Friedhofs das Friedhofswärterhäuschen. Es ist ein zweiflügeliges klassizistisches Torgebäude mit Walmdach, das mit zwei barock anmutenden Pilastern verziert ist.
Der alte Friedhof wurde in den Jahren 1815 bis 1818 nach Beilegung großen Widerstands in der Auricher Bevölkerung endgültig aufgegeben.